# Équipe de Moldavie de rugby à XV
L'équipe de Moldavie de rugby à XV rassemble les meilleurs joueurs de la République de Moldavie.
Elle est classée 28e au classement IRB le 10 septembre 2011.

## Palmarès
| Édition                      | Bilan        |
| ---------------------------- | ------------ |
| Coupe du monde de rugby 1987 | pas invité   |
| Coupe du monde de rugby 1991 | pas qualifié |
| Coupe du monde de rugby 1995 | pas qualifié |
| Coupe du monde de rugby 1999 | pas qualifié |
| Coupe du monde de rugby 2003 | pas qualifié |
| Coupe du monde de rugby 2007 | pas qualifié |

## Joueurs actuels (au 30/09/2014)

### Les Avants
| Nom               | Poste           | Naissance         | Sélections (points marqués) | Club             | Année 1re Sélection |
| ----------------- | --------------- | ----------------- | --------------------------- | ---------------- | ------------------- |
| Maxim Cobilas     | Pilier          | 12 août 1986      | ? (?)                       | Krasny Yar       | 20??                |
| Vadim Cobilas     | Pilier          | 30 juillet 1983   | ? (?)                       | Sale Sharks      | 20??                |
| Ruslan Dorogan    | Pilier          | 4 octobre 1993    | 0 (0)                       | Dinamo Bucuresti | 2014                |
| Gheorghe Gajion   | Pilier          | 13 novembre 1992  | 1 (0)                       | Rugby Rovigo     | 2011                |
| Victor Leon       | Pilier          | 10 janvier 1989   | 8 (0)                       | CSM Bucuresti    | 2011                |
| Nichita Macaria   | Pilier          | 23 septembre 1994 | 0 (0)                       | RC Barlad        | 2014                |
| Veaceslav Titica  | Pilier          | 14 février 1983   | ? (?)                       | Krasny Yar       | 20??                |
| Dumitru Arhip     | Talonneur       | 12 novembre 1988  | ? (?)                       | Ospreys          | 20??                |
| Ion Dascăl        | Talonneur       | -                 | 3 (0)                       | Lupii Albi-USEFS | 2010                |
| Igor Orghianu     | Talonneur       | 18 novembre 1991  | 8 (5)                       | Steaua Bucuresti | 2012                |
| Dumitru Vasilachi | Talonneur       | 24 juin 1979      | ? (?)                       | Lupii Albi-USEFS | 20??                |
| Maxim Gargalic    | 2e Ligne        | 7 mars 1989       | 8 (15)                      | Enisey-STM       | 2011                |
| Andrei Mahu       | 2e Ligne        | 3 septembre 1991  | 11 (0)                      | RCM Timisoara    | 2011                |
| Andrei Romanov    | 2e Ligne        | 10 décembre 1985  | ? (?)                       | Krasny Yar       | 20??                |
| Victor Arhip      | 3e ligne aile   | 24 décembre 1990  | ? (?) (120)                 | Krasny Yar       | 20??                |
| Ion Buşilă        | 3e ligne aile   | 2 avril 1986      | 1 (0)                       | Lupii Albi-USEFS | 2012                |
| Maxim Beşleaga    | 3e ligne aile   | -                 | 1 (0)                       | Lupii Albi-USEFS | 2013                |
| Sergiu Castravet  | 3e ligne aile   | 29 décembre 1987  | ? (?)                       | Lupii Albi-USEFS | 20??                |
| Roman Rotundu     | 3e ligne aile   | 29 novembre 1993  | 2 (0)                       | Dinamo Bucuresti | 2014                |
| Oleg Prepeliţă    | 3e ligne centre | 18 juin 1983      | ? (?)                       | Krasny Yar       | 20??                |
| Nicolae Purcel    | 3e ligne centre | -                 | 1 (0)                       | ŞSSRAR-USPEE     | 2012                |

### Les Arrières
| Nom              | Poste            | Naissance         | Sélections (points marqués) | Club              | Année 1re Sélection |
| ---------------- | ---------------- | ----------------- | --------------------------- | ----------------- | ------------------- |
| Nicolae Caburgan | Demi de mêlée    | 8 décembre 1984   | ? (?)                       | Lupii Albi-USEFS  | 20??                |
| Nicolae Chirilă  | Demi de mêlée    | 7 mars 1980       | ? (?)                       | Lupii Albi-USEFS  | 20??                |
| Victor Murzac    | Demi de mêlée    | -                 | 0 (0)                       | Sporting-ASEM     | 2013                |
| Craig Felston    | Demi d'ouverture | 24 mars 1993      | 5 (41)                      | Stade Domontois   | 2013                |
| Octavian Manoli  | Demi d'ouverture | 7 février 1983    | ? (?)                       | Lupii Albi-USEFS  | 20??                |
| Alexandru Baltag | Centre           | -                 | ? (?)                       | Lupii Albi-USEFS  | 20??                |
| Andrian Baltag   | Centre           | 30 janvier 1987   | ? (?)                       | Lupii Albi-USEFS  | 20??                |
| Ion Cavcaliuc    | Centre           | 2 août 1993       | 1 (0)                       | Dinamo Bucuresti  | 2014                |
| Stefan Leca      | Centre           | -                 | ? (?)                       | Lupii Albi-USEFS  | 20??                |
| Alexandru Bulgac | Ailier           | 14 juin 1987      | ? (?)                       | Lupii Albi-USEFS  | 20??                |
| Andrei Cebotari  | Ailier           | 15 octobre 1992   | 1 (0)                       | RC Grivita        | 2013                |
| Ilie Lotcă       | Ailier           | -                 | 0 (0)                       | Lupii Albi-USEFS  | 2014                |
| Andrei Olari     | Ailier           | 4 novembre 1988   | 1 (0)                       | Villefranche XIII | 2014                |
| Eduard Toderică  | Ailier           | 13 septembre 1988 | ? (?)                       | Olimp-Electromaş  | 20??                |
| Mihai Artîc      | Arrière          | -                 | ? (?)                       | Lupii Albi-USEFS  | 20??                |
| Mihai Golubenco  | Arrière          | 21 novembre 1994  | 10 (12)                     | Steaua Bucuresti  | 2012                |
| Dorin Petrache   | Arrière          | -                 | ? (?)                       | Lupii Albi-USEFS  | 20??                |

## Joueurs emblématiques
- Vasile Revenco (entraîneur)
- Alexandru Siscan (capitaine)
- Alexei Cotruta 19 essais en 22 sélections